# Adalbert de Lorena
Adalbert (n. 1000 – d. 11 noiembrie 1048, Thuin) a fost duce de Lorena Superioară de la 1047 până la moarte.
Adalbert a fost primul născut al lui Gerard de Bouzonville (Gerhard), conte de Metz, cu Gisela (Gisella).
Gothelo I, duce de Lotharingia Inferioară și Superioară, a murit în 1044 și a fost succedat de fiul său, Godefroi al II-lea în Lorena Superioară, fiind însă refuzat acordul pentru stăpânirea în Lorena Inferioară. Iritat de această decizie, Godefroi s-a răsculat în același an și a devastat teritoriile suzeranului său din Lorena. El a fost curând înfrânt, iar în locul său a fost numit Adalbert. Cu toate acestea, Godefroi a continuat lupta pentru stăpânirea întregii Lorene, iar Adalbert a murit în lupta de la Thuin contra sa, din 11 noiembrie 1048.
Adalbert nu a avut copii care să fie cunoscuți, drept pentru care împăratul Henric al III-lea l-a numit imediat pe fratele său Gerhard la succesiunea Lorenei.